# Miray Daner
Miray Naz Daner (ur. 15 stycznia 1999 roku w Stambule) – turecka aktorka, znana głównie z roli Hilal w serialu Zraniona miłość.

## Biografia
Ma starszą siostrę – İpek.
Rozpoczęła karierę w wieku siedmiu lat jako aktorka dziecięca.
W wieku siedemnastu lat rozpoczęła grać w serialu Zraniona miłość (tur. Vatanim Sensin, ang. Wounded Love), gdzie zagrała rolę Hilal. Był to drugi raz w karierze aktorki, gdy jej filmowym ojcem został znany turecki aktor, Halit Ergenç, znany głównie dzięki roli Sulejmana Wspaniałego w serialu Wspaniałe stulecie. Wcześniej taka sytuacja miała miejsce przy serialu Dersimiz: Atatürk, gdzie Ergenç zagrał Mustafę Kemala Atatürka, a Daner – jego córkę, Sabihę Gökçen.
W 2020 roku wystąpiła w serialu Saygı, gdzie wcieliła się w rolę Helen. Był to drugi raz w jej karierze, kiedy na planie spotkała się z Boranem Kuzumem. Pierwszy raz zagrali razem parę w Zranionej miłości.

## Filmografia
| Rok  | Film                         | Rola          |
| ---- | ---------------------------- | ------------- |
| 2010 | Dersimiz: Atatürk            | Sabiha Gökçen |
| 2011 | Çınar Ağacı                  | Pelin         |
| 2013 | Arkadaşım Max                | Melda         |
| 2018 | Hürkuş : Göklerdeki Kahraman | Selin         |

| Rok       | Serial                  | Rola         | Odcinki |
| --------- | ----------------------- | ------------ | ------- |
| 2008      | Bez Bebek               | Toy Nergis   | 53      |
| 2008-2011 | Papatyam                | Gonca        | 1-121   |
| 2010      | 1 Erkek 1 Kadın 2 Çocuk | młoda Zeynep | 98      |
| 2012-2013 | Zil Çalınca             | Duygu        | 1-40    |
| 2012      | Merhaba Hayat           | Dünya        | 1-10    |
| 2012      | Zil Çalınca Avı         | ona sama     | 1       |
| 2013-2015 | Medcezir                | Beren        | 1-77    |
| 2016-2018 | Zraniona miłość         | Hilal        | 1-59    |
| 2018-2019 | Bir Litre Gözyaşı       | Cihan        | 1-15    |
| 2019      | The Protector           | Oracle       | 18      |
| 2020      | Saygı                   | Helen        | 1-8     |
| 2021      | Kuş Uçuşu               | Aslı         | 1-8     |